# ميتانسين
ميتانسين هي مادة سام للخلايا. تركيبه الكيميائي يشير إلى أنه ينتمي إلى مجموعة ماكروليد.
من أهم مشتقاته هي الميتانسينويدات.